# (24792) 1993 TB46
(24792) 1993 TB46 là một tiểu hành tinh vành đai chính. Nó được phát hiện bởi Henri Debehogne ở Đài thiên văn La Silla ở Chile ngày 10 tháng 10 năm 1993.